# Bahnstrecke Castelvetrano–San Carlo–Burgio
| |                          |                                                           |                                                           |
| Streckenlänge: | 80.1 km                  |                                                           |                                                           |
| Spurweite: | 950 mm (ital. Meterspur) |                                                           |                                                           |
| Maximale Neigung: | 30 ‰                     |                                                           |                                                           |
| |                          |                                                           |                                                           |
| Betriebsstellen und Strecken |                          |                                                           |                                                           |
| \| \| 80,1 \| Burgio \| 265 m s.l.m. \| \| \| \| Viadukt mit 13 Öffnungen über den Sosio \| \| \| \| \| Galleria Tuppe (487 m) \| \| \| \| 73,4 \| San Carlo \| 246 m s.l.m. \| \| \| \| nach Palermo bis 1959 \| \| \| \| 64,1 \| San Giacomo di Sicilia \| 406 m s.l.m. \| \| \| 54,8 \| Sambuca di Sicilia \| 295 m s.l.m. \| \| \| 48,0 \| Santa Margherita di Belice \| 235 m s.l.m. \| \| \| 40,3 \| Belice \| 136 m s.l.m. \| \| \| \| Viadukt mit 6 Öffnungen über den Belice \| \| \| \| 35,9 \| Cusumano \| 170 m s.l.m. \| \| \| 28,6 \| Salaparuta-Poggioreale \| 359 m s.l.m. \| \| \| 25,5 \| Gibellina \| 350 m s.l.m. \| \| \| 18,8 \| Rampinzeri \| 387 m s.l.m. \| \| \| 16,5 \| Santa Ninfa \| 336 m s.l.m. \| \| \| \| nach Salemi bis 1954 \| \| \| \| 10,8 \| Partanna \| 358 m s.l.m. \| \| \| \| Modione \| \| \| \| \| Autostrada A29 – Europastraße 90 \| \| \| \| \| von Palermo (Normalspur) \| \| \| \| 0 \| Castelvetrano \| 176 m s.l.m. \| \| \| \| nach Trapani (Normalspur) / nach Porto Empedocle bis 1986 \| \| |                          |                                                           |                                                           |
| Kopfbahnhof Streckenanfang (Strecke außer Betrieb) | 80,1                     | Burgio                                                    | 265 m s.l.m.                                              |
| Brücke über Wasserlauf (Strecke außer Betrieb) |                          | Viadukt mit 13 Öffnungen über den Sosio                   | Viadukt mit 13 Öffnungen über den Sosio                   |
| Tunnel (Strecke außer Betrieb) |                          | Galleria Tuppe (487 m)                                    | Galleria Tuppe (487 m)                                    |
| Bahnhof (Strecke außer Betrieb) | 73,4                     | San Carlo                                                 | 246 m s.l.m.                                              |
| Abzweig geradeaus und nach rechts (Strecke außer Betrieb) |                          | nach Palermo bis 1959                                     | nach Palermo bis 1959                                     |
| Bahnhof (Strecke außer Betrieb) | 64,1                     | San Giacomo di Sicilia                                    | 406 m s.l.m.                                              |
| Bahnhof (Strecke außer Betrieb) | 54,8                     | Sambuca di Sicilia                                        | 295 m s.l.m.                                              |
| Bahnhof (Strecke außer Betrieb) | 48,0                     | Santa Margherita di Belice                                | 235 m s.l.m.                                              |
| Bahnhof (Strecke außer Betrieb) | 40,3                     | Belice                                                    | 136 m s.l.m.                                              |
| Brücke über Wasserlauf (Strecke außer Betrieb) |                          | Viadukt mit 6 Öffnungen über den Belice                   | Viadukt mit 6 Öffnungen über den Belice                   |
| Haltepunkt / Haltestelle (Strecke außer Betrieb) | 35,9                     | Cusumano                                                  | 170 m s.l.m.                                              |
| Bahnhof (Strecke außer Betrieb) | 28,6                     | Salaparuta-Poggioreale                                    | 359 m s.l.m.                                              |
| Bahnhof (Strecke außer Betrieb) | 25,5                     | Gibellina                                                 | 350 m s.l.m.                                              |
| Haltepunkt / Haltestelle (Strecke außer Betrieb) | 18,8                     | Rampinzeri                                                | 387 m s.l.m.                                              |
| Bahnhof (Strecke außer Betrieb) | 16,5                     | Santa Ninfa                                               | 336 m s.l.m.                                              |
| Abzweig geradeaus und nach rechts (Strecke außer Betrieb) |                          | nach Salemi bis 1954                                      | nach Salemi bis 1954                                      |
| Bahnhof (Strecke außer Betrieb) | 10,8                     | Partanna                                                  | 358 m s.l.m.                                              |
| Brücke über Wasserlauf (Strecke außer Betrieb) |                          | Modione                                                   | Modione                                                   |
| |                          | Autostrada A29 – Europastraße 90                          |                                                           |
| Abzweig ehemals geradeaus und von rechts |                          | von Palermo (Normalspur)                                  | von Palermo (Normalspur)                                  |
| Bahnhof | 0                        | Castelvetrano                                             | 176 m s.l.m.                                              |
| Abzweig ehemals geradeaus und nach rechts |                          | nach Trapani (Normalspur) / nach Porto Empedocle bis 1986 | nach Trapani (Normalspur) / nach Porto Empedocle bis 1986 |

Die Bahnstrecke Castelvetrano–San Carlo–Burgio (italienisch Ferrovia Castelvetrano–San Carlo–Burgio) war eine 80,1 km lange Schmalspurstrecke auf Sizilien, die von den FS betrieben wurde. Sie verband Castelvetrano mit Burgio und stellte in San Carlo eine Verbindung zur Schmalspurstrecke von Palermo her. Im Salaparuta hätte die nur teilweise gebaute Schmalspurstrecke Palermo–Salaparuta angeschlossen werden sollen.
Die Strecke in 950 mm Spurweite (Italienischer Meterspur) wurde zwischen 1910 und 1931 in Etappen in Betrieb genommen. 1959 wurde der Betrieb auf dem Abschnitt Salaparuta–San Carlo, 1968 auf dem Abschnitt Castelvetrano–Salaparuta eingestellt.

## Geschichte

### Planung
Die Planung des sizilianischen Schmalspurnetzes sah eine Ringstrecke vor, die das obere Valle del Belice mit der Küste verbunden hätte. Sie sollte von Castelvetrano über San Carlo, Burgio, Sant’Anna und Magazzolo nach Sciacca an der Küste führen und über Menfi wieder Castelvetrano erreichen. Die Strecke hätte auch einen längeren Zahnradabschnitt enthalten.
Bis auf das Teilstück Burgio–Magazzolo wurde die Ringstrecke fertiggestellt. Sie wurde von den Strecken Castelvetrano-San Carlo-Burgio und dem Abschnitt Castelvetrano-Magazzolo der Strecke Castelvetrano-Porto Empedocle gebildet. Das fehlende Stück wurde nicht mehr gebaut, da sich herausstellte, dass die Schmalspurbahnen ihrer Aufgaben nur teilweise gewachsen waren und im Betrieb wesentlich kostspieliger waren als bei der Planung angenommen.
Das Trassee der Strecke Castelvetrano-San Carlo-Burgio wurde vor Baubeginn gegenüber den ursprünglichen Plänen geändert. Es sollte einerseits über San Carlo führen, damit dort die Verbindung zur Strecke nach Palermo hergestellt werden konnte, anderseits wurde es geändert, um den Zahnstangenabschnitt zu vermeiden und so später Betriebskosten zu sparen. Weitere Änderungen wurden nötig, um instabile Hänge zu umgehen und Salaparuta zu erschließen, wo die Strecke Palermo–Salaparuta hätte angebunden werden sollen, die allerdings nie fertiggestellt wurde.

### Bau
Der Bau der Strecke erfolgte zuerst von Castelvetrano aus. Der erste Streckenabschnitt nach Partanna wurde 1910 zusammen mit der Strecke von Castelvetrano nach Selinunte eröffnet. Es folgten etappenweise Verlängerungen dieser Strecke bis 1922 Salaparuta erreicht wurde. Der Rest der Strecke wurde von San Carlo aus gebaut, bis 1931 die ganze Strecke in Betrieb war.

### Betrieb
Die Notwendigkeit der Eisenbahn zeigte sich bereits bei der Eröffnung des ersten Streckenabschnittes von Castelvetrano nach Partanna, wo von Beginn an täglich vier Zugpaare verkehrten. Dies scheint zwar aus heutiger Sicht wenig Verkehr zu sein, war aber immerhin doppelt so viel wie auf den meisten anderen Schmalspurstrecken. Die Züge wurden von Tenderlokomotiven der Baureihe 20, später R401 genannt, geführt. Sie stammten von der Berliner Maschinenbau AG aus Deutschland, besser bekannt als L. Schwartzkopff, Berlin. Ihre vier starren gekuppelten Achsen waren ungeeignet für den Oberbau der Strecke, so dass bereits vor der Betriebsaufnahme Lokomotiven entgleisten. Sie wurden deshalb nach Ablieferung der Lokomotiven der Baureihe R301 von der Strecke abgezogen und in die Kyrenaika, Libyen gesandt, das erst kurz zuvor von Italien erobert worden war.
Fortan wurden alle Verkehrsleistungen von den Lokomotiven den Baureihen R301 und der davon abgeleiteten R302 erbracht. Eine Ausnahme war der ab 1928 für einige Jahre eingesetzte Dieseltriebwagen mit 45 Sitzplätzen. Das Fahrzeug wurde von den FS-Werkstätten in Florenz gebaut und besaß einen 150-PS-Motor von MAN. Es wurde ab 1929 mit RNE 8501 bezeichnet.
Ab 1950 kamen die von Fiat gebauten Dieseltriebwagen RALn 60 zum Einsatz, welche die Fahrzeiten wesentlich verkürzen konnten und im Vergleich zu den bestehenden Reisezugwagen einen besseren Komfort boten. Sie führten auch direkte Züge von Castelvetrano nach Palermo über Corleone. Obwohl die Triebwagen sehr erfolgreich waren und die Reisendenzahlen anstiegen, wurde kein Ausbau der Bahnstrecke angestrebt. Ab den 1960er Jahren waren keine Dampfzüge mehr im Personenverkehr eingesetzt.

### Stilllegung
Nach dem Zweiten Weltkrieg nahmen der Individualverkehr und die Gütertransporte auf der Straße zu, so dass der Verkehr auf der Schiene stark zurückging. Es verkehrte deshalb am 31. Januar 1959 der letzte Zug zwischen Burgio und Salaparuta. Der Rest der Strecke blieb weiter in Betrieb, da die Dieseltriebwagen ein attraktives Angebot für die bevölkerungsstarken Siedlungen entlang der Strecke darstellten.
In der Nacht vom 14. auf den 15. Januar 1968 richtete das schwere Erdbeben von Belice Schäden an Siedlungen entlang der Strecke an. Es fanden 370 Menschen den Tod, Poggioreale und Salaparuta am Endpunkt der Strecke waren vollständig zerstört, Trassee und Kunstbauten beschädigt, so dass der Betrieb zwischen Castelvetrano und Salaparuta am 15. Januar nicht mehr aufgenommen werden konnte. In den folgenden Jahren wurden keine Reparaturen an der Strecke ausgeführt und am 15. Januar 1972 wurde sie auch offiziell stillgelegt.

### Daten der Eröffnung und Stilllegung
Die Streckenabschnitte wurden an folgenden Daten eröffnet beziehungsweise stillgelegt:
| Eröffnung        | Stilllegung     | Abschnitt                   |
| ---------------- | --------------- | --------------------------- |
| 20. Juni 1910    | 15. Januar 1968 | Castelvetrano–Partanna      |
| 28. März 1914    | 15. Januar 1968 | Partanna–Santa Ninfa        |
| 28. Februar 1917 | 15. Januar 1968 | Santa Ninfa–Gibellina       |
| 20. Juli 1922    | 15. Januar 1968 | Gibellina–Salaparuta        |
| 28. Februar 1928 | 31. Januar 1959 | San Carlo–Santa Margherita  |
| 1931             | 31. Januar 1959 | Santa Margherita–Salaparuta |
| 1931             | 31. Januar 1959 | San Carlo–Burgio            |

## Streckenbeschreibung
Die Strecke begann im Bahnhof Castelvetrano an der Normalspurstrecke Palermo–Trapani, der auch Ausgangspunkt der Schmalspurstrecke nach Porto Empedocle ist. Nachdem sie Castelvetrano verlassen hatte, begann die Steigung zum 200 Meter höher gelegenen Partanna, wobei sich die Strecke serpentinenartig den Hang empor wand, um die auf der Krete zwischen dem Tal des Modione und demjenigen des Belice gelegene Stadt zu erreichen. Danach führte die Strecke wieder ins Tal hinab und gelangte durch ausgedehnte Olivenhaine und Weinberge nach Santa Ninfa. Im entfernt von der Stadt gelegenen Bahnhof zweigte die von 1931 bis 1954 betriebene, knapp zehn Kilometer lange Stichbahn nach Salemi ab – das einzige fertiggestellte Stück einer Strecke, die ursprünglich bis nach Trapani hätte führen sollen.
Von Santa Ninfa führte die Strecke Castelvetrano–San Carlo–Burgio mit verschiedenen Steigungen weiter nach Gibellina und Salaparuta. Danach überquerte sie den Belice und folgt der Strada Statale 624 Palermo–Sciacca bis zum Bahnhof von Santa Margherita di Belice, der in einiger Entfernung von der Stadt lag. Ab hier entfernt sich die Strecke wieder von der Strada Statale und führte über Sambuca di Sicilia und San Giacomo di Sicilia nach San Carlo, wo die Strecke nach Palermo abzweigte. Nach San Carlo überquert die Strecke mit einem Viadukt den Fluss Sosio und erreicht durch einen 487 m langen Tunnel Burgio.
Der Eisenbahn war mit 27-kg/m-Schienen erstellt, die auf im Abstand von 82 cm verlegten Holzschwellen befestigt waren. Diese kostengünstige Bauweise erlaubte nur niedrige Geschwindigkeiten: die Dampflokomotiven konnten mit 30 km/h, die Triebwagen mit 45 km/h verkehren. Die maximale Steigung betrug 30 ‰.
Die Zugfahrten wurden durch einen für die ganze Strecke zuständigen Fahrdienstleiter geregelt. Auf den Bahnhöfen wurden lediglich Einnehmer beschäftigt, welche für die Reinigungsarbeiten und für den Verkauf der Fahrkarten zuständig waren, aber keine Kompetenzen bezüglich Zugsfahrten hatten. Die Erlaubnis für Zugfahrten wurden direkt vom Fahrdienstleiter an den Lok- oder Zugführer mitgeteilt, die bei ihm die Fahrbereitschaft des Zuges telefonisch gemeldet hatten. Es gab keine Signale an der Strecke außer in Castelvetrano und bei den Abzweigungen in San Carlo und Santa Ninfa.

## Fahrzeuge
Die Triebfahrzeuge wurden von den Bahnbetriebswerken in Castelvetrano und Palermo Sant'Erasmo gestellt. Dieses beherbergte die Dampflokomotiven der Baureihen R301, R302 und R402, später auch die Triebwagen der Baureihe RALn 60, welche auf der Strecke Castelvetrano–San Carlo–Burgio eingesetzt wurden.